# Serge Afanasyan
 (juillet 2017).
Si vous disposez d'ouvrages ou d'articles de référence ou si vous connaissez des sites web de qualité traitant du thème abordé ici, merci de compléter l'article en donnant les références utiles à sa vérifiabilité et en les liant à la section « Notes et références ».
Serge Afanasyan, de son vrai nom Serge Afanassyantz, né le 15 janvier 1913 à Bakou (Empire russe) et mort à le 30 mai 1994 à Paris 15e, est un historien français.

## Biographie
Serge Afanasyan naît à Bakou le 15 janvier 1913 de parents arméniens.
Il est un docteur en histoire. Il s'intéresse à l'évolution politique des trois républiques transcaucasiennes, et en particulier à l'histoire relativement récente de leur brève indépendance avant l'établissement du régime soviétique, entre 1917 et 1923.
Il meurt le 30 mai 1994 à Paris.

## Réception critique
- Anahide Ter Minassian écrit : « Sujet à la fois vaste et difficile, portant sur une des périodes les plus troublées, les moins bien connues de l'histoire de la Transcaucasie, et donc de l'histoire du peuple arménien, ce travail considérable, qui puise à la fois aux sources soviétiques et aux sources nationalistes arméniennes, géorgiennes et azéries, est une étape dans l'établissement des faits, et dans leur interprétation… Cette contribution de Serge Afanasyan à l'histoire comparée des trois républiques transcaucasiennes sur la période cruciale de la soviétisation et de la formation de l'axe Ankara-Moscou est essentielle. Sa Volonté de dépassionner le débat est exemplaire. Il est temps, pour les Arméniens d'observer leur passé avec calme et d'en tirer les leçons pour une stratégie politique réaliste. »[3]

## Publications
- L'Arménie, l'Azerbaïdjan et la Géorgie, de l'Indépendance à l'instauration du pouvoir soviétique 1917-1923, L'Harmattan, 1981, 264 p. (ISBN 978-2-85802-192-5, lire en ligne)
- La Victoire de Sardarabad (Arménie, mai 1918), L'Harmattan, 1985, 112 p. (ISBN 978-2-296-33220-1, lire en ligne)